# Valget og folkeafstemning i Tyskland 1936
Valget i Tyskland 1936 blev afholdt den 29. marts 1936. Valget tog form af et enkeltspørgsmåls folkeafstemning, hvor vælgerne blev spurgt, om de kunne godkende den militære besættelse af Rhinlandet og stemme på en enkelt partiliste udelukkende bestående af nazister (samt formelt uafhængige "gæster") kandidater til den nye Rigsdag. Ligesom tidligere valg i Nazityskland, var dette præget af en høj valgdeltagelse, der officielt lå på 99,0%. I et offentligt medie stunt, blev en håndfuld vælgere sat om bord på luftskibene Graf Zeppelin og Hindenburg, der fløj over Rheinland med vælgerne om bord som afgav deres stemmer.
Den nye Reichstag blev indkaldt til de formelle procedurer den 30. januar 1937, til genvalg af præsidium og Hermann Göring som formand for Rigsdagen.

## Resultater
| Parti                                                                      | Stemmer    | %     | Mandater |
| -------------------------------------------------------------------------- | ---------- | ----- | -------- |
| Nationalsozialistische Deutsche Arbeiterpartei (inkluderet blanke stemmer) | 44.462.458 | 98,80 | 741      |
| Imod                                                                       | 540.244    | 1,20  | –        |
| Ugyldige                                                                   | 540.244    | 1,20  | –        |
| Total                                                                      | 45.002.702 | 100   | 741      |
| Registrerede stemmer/valgdeltagelse                                        | 45.455.217 | 99,00 | –        |
| Kilde: Nohlen & Stöver                                                     |            |       |          |